# Porphyrio (madárnem)
A  Porphyrio a madarak osztályának darualakúak (Gruiformes) rendjébe és a  guvatfélék (Rallidae) családjába tartozó nem.

## Rendszerezésük
A nemet Mathurin Jacques Brisson francia zoológus írta le 1760-ban, az alábbi fajok tartoznak ide:
- kék fú (Porphyrio porphyrio)
- zöldhátú kékfú (Porphyrio madagascariensis[1] vagy Porphyrio porphyrio madagascariensis)[2]
- szürkefejű kékfú (Porphyrio poliocephalus[1] vagy Porphyrio porphyrio poliocephalus)[2]
- feketehátú kékfú (Porphyrio indicus[1] vagy Porphyrio porphyrio indicus)[2]
- Fülöp-szigeteki kékfú (Porphyrio pulverulentus[1] vagy Porphyrio porphyrio pulverulentus)[2]
- ausztrál kékfú vagy pukeko (Porphyrio melanotus[1] vagy Porphyrio porphyrio melanotus)[2]
- takahe (Porphyrio hochstetteri)
- északi-szigeti takahe (Porphyrio mantelli vagy Notornis mantelli) – kihalt a 18. században
- afrikai szultántyúk (Porphyrio alleni vagy Porphyrula alleni)
- amerikai szultántyúk (Porphyrio martinicus vagy Porpyrula martinica)
- azúr szultántyúk (Porphyrio flavirostris)
- Lord Howe-szigeti fú (Porphyrio albus) – kihalt a 19. században
- réunioni szultántyúk (Porphyrio coerulescens) – kihalt a 18. században
- új-kaledóniai szultántyúk (Porphyrio kukwiedei) – kihalt a 17. században
- Marquesas-szigeteki szultántyúk (Porphyrio paepae) – kihalt a 19. században